# Henrique Rosa
Henrique Pereira Rosa (Bafatá, 18 gennaio 1946 – Porto, 15 maggio 2013) è stato un politico guineense, Presidente ad interim della Guinea-Bissau dal 2003 al 2005.

## Biografia
La sua presidenza si è protratta dal 28 settembre 2003 al 1º ottobre 2005, in seguito ad un colpo di Stato militare avvenuto il 14 settembre 2003, che depose il presidente Kumba Ialà, dopo i colloqui avvenuti tra dirigenti politici, società civile e la "Commissione militare per il ritorno all'ordine democratico e costituzionale", il cui leader era Veríssimo Correia Seabra.
Il principale obiettivo della presidenza Rosa fu l'organizzazione di elezioni che riportassero il paese nell'ambito delle regole democratiche e costituzionali. Tale risultato fu raggiunto nel marzo 2004, con l'indizione di elezioni politiche libere. Le elezioni presidenziali si tennero nei mesi di giugno e luglio 2005, in modo democratico e trasparente. Queste ultime furono vinte dall'ex presidente João Bernardo "Nino" Vieira.
Durante i due anni al potere, il suo governo è riuscito a garantire un notevole livello di stabilità politica e un notevole sviluppo sul piano dei diritti umani.
Lasciò il potere nelle mani del presidente Vieira il 1º ottobre 2005.
Si è presentato come candidato indipendente alle elezioni presidenziali del 2009, classificandosi terzo al primo turno con il 22,94%, rimanendo quindi escluso dal ballottaggio.
È deceduto in Portogallo nel 2013 all'età di 67 anni a seguito di un tumore polmonare.